# (437817) 2015 DQ114
(437817) 2015 DQ114 es un asteroide perteneciente al cinturón de asteroides, descubierto el 28 de abril de 2000 por el equipo Spacewatch desde el Observatorio Nacional de Kitt Peak (Arizona, Estados Unidos).